# Čábuze

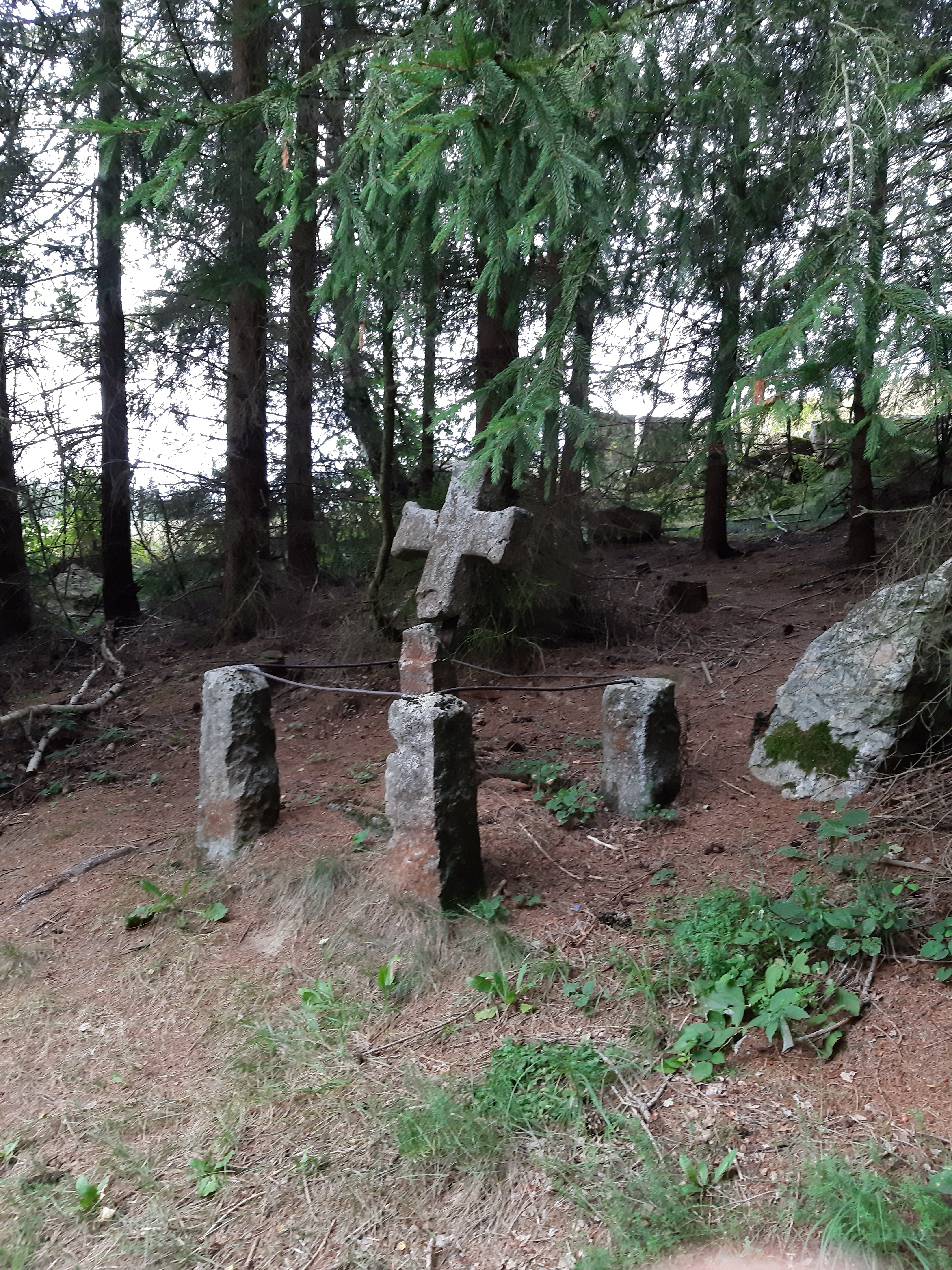
Čábuze, smírčí kříž

Čábuze je malá vesnice, část obce Vacov v okrese Prachatice v Jihočeském kraji na silnici mezi Vacovem a Kašperskými Horami. Dle sčítání obyvatel v roce 1910 zde žilo ve 42 domech 326 obyvatel českého jazyka. Osada je známá z textu lidové písně. Dochovaly se sejpy po rýžování zlata. Nachází se asi 2,5 kilometru jihozápadně od Vacova. Prochází tudy silnice II/170. Je zde evidováno 51 adres. V roce 2011 zde trvale žilo 37 obyvatel.
Čábuze je také název katastrálního území o rozloze 2,38 km² a název evropsky významné lokality s kódem CZ0313096, jejíž částí je přírodní památka Podhájí.

## Historie
První písemná zmínka o vesnici pochází z roku 1377.

## Obyvatelstvo
| Rok            | 1869 | 1880 | 1890 | 1900 | 1910 | 1921 | 1930 | 1950 | 1961 | 1970 | 1980 | 1991 | 2001 | 2011 | 2021 |
| -------------- | ---- | ---- | ---- | ---- | ---- | ---- | ---- | ---- | ---- | ---- | ---- | ---- | ---- | ---- | ---- |
| Počet obyvatel | 303  | 315  | 317  | 315  | 326  | 297  | 241  | 134  | 132  | 98   | 61   | 55   | 42   | 37   | 45   |
| Počet domů     | 38   | 42   | 42   | 42   | 42   | 45   | 48   | 49   | 49   | 35   | 23   | 46   | 46   | 46   | 46   |

## Obecní správa
Při sčítání lidu v letech 1850–1909 Čábuze bylo osadou obce Benešova Hora v okrese Strakonice. V letech 1910–1960 bylo samostatnou obcí, se kterým patřil nejprve do okresu Strakonice, ale v roce 1950 v okrese Vimperk. V letech 1961–1976 bylo znovu částí obce Benešova Hora v okrese Prachatice. Od 30. dubna 1976 je částí obce Vacov v okrese Prachatice. V letech 1910–1959 k obci patřil Mladíkov.

## Pamětihodnosti
- Venkovský dům čp., 27 (na návsi, po severní straně rybníčku)
- kaple svatého Cyrila a Metoděje
- Kamenný most ze 17. století přes Horský potok (asi sto metrů za vsí jižním směrem)
- Rýžoviště
- Smírčí kříž (východně od centra obce)